# 2005 QP87 (planetka)
2005 QP87 je planetka patřící do Amorovy skupiny. Spadá současně mezi objekty pravidelně se přibližující k Zemi (NEO). Její dráha však prozatím není definitivně stanovena, proto jí nebylo dosud přiděleno katalogové číslo.

## Popis objektu
Vzhledem k tomu, že byla pozorována pouze po dobu jednoho měsíce během mimořádného přiblížení k Zemi, nestihli astronomové provést spektroskopický výzkum. Proto o jejím chemickém složení není nic známo. Její průměr je odhadován na základě hvězdné velikosti a protože není známo ani albedo jejího povrchu, je proto značně nejistý.

## Historie
Planetku objevili 31. srpna 2005 kolem 03:07 světového času (UTC) na Steward Observatory, Kitt Peak, v rámci programu Spacewatch 0,9metrovým dalekohledem s CCD kamerou astronomové M. T. Read a S. Kürti. Dne 31. srpna 2005 ve 21:49 UTC prolétla rychlostí 2,73 km/s v minimální vzdálenosti 1,122 mil. km od středu Země. Na jejím sledování se podílela též observatoř na jihočeské Kleti. 

## Výhled do budoucnosti
Ze znalosti současných elementů dráhy planetky vyplývá, že minimální vypočítaná vzdálenost mezi její drahou a dráhou Země činí 895 tis. km. Nejbližší velké přiblížení k Zemi na vzdálenost 4,92 mil. km se očekává 18. září 2031. V tomto století dojde ještě k dalším přiblížením tohoto tělesa k Zemi, a to 2042, 2071 a 2082. Přestože patří k blízkozemním planetkám, nemůže Zemi ohrozit.